# 塔姆陨石坑
塔姆陨石坑（Tamm）是位于月球背面赤道区的一座大撞击坑，其名称取自苏联物理学家伊戈尔·叶夫根尼耶维奇·塔姆（1895年-1971年），1979年被国际天文学联合会正式批准接受。

## 描述

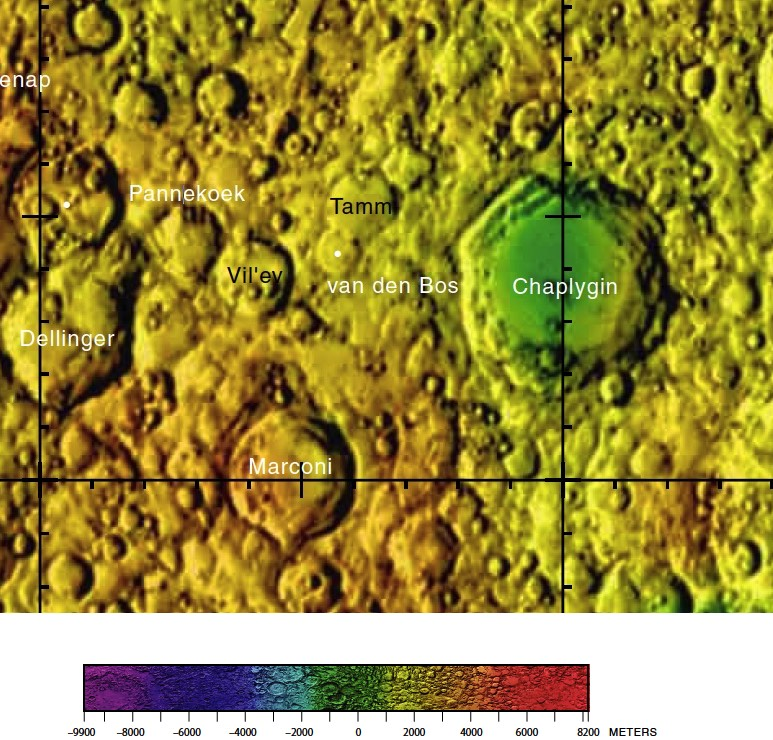
塔姆陨石坑周边图，月球背面详图。.

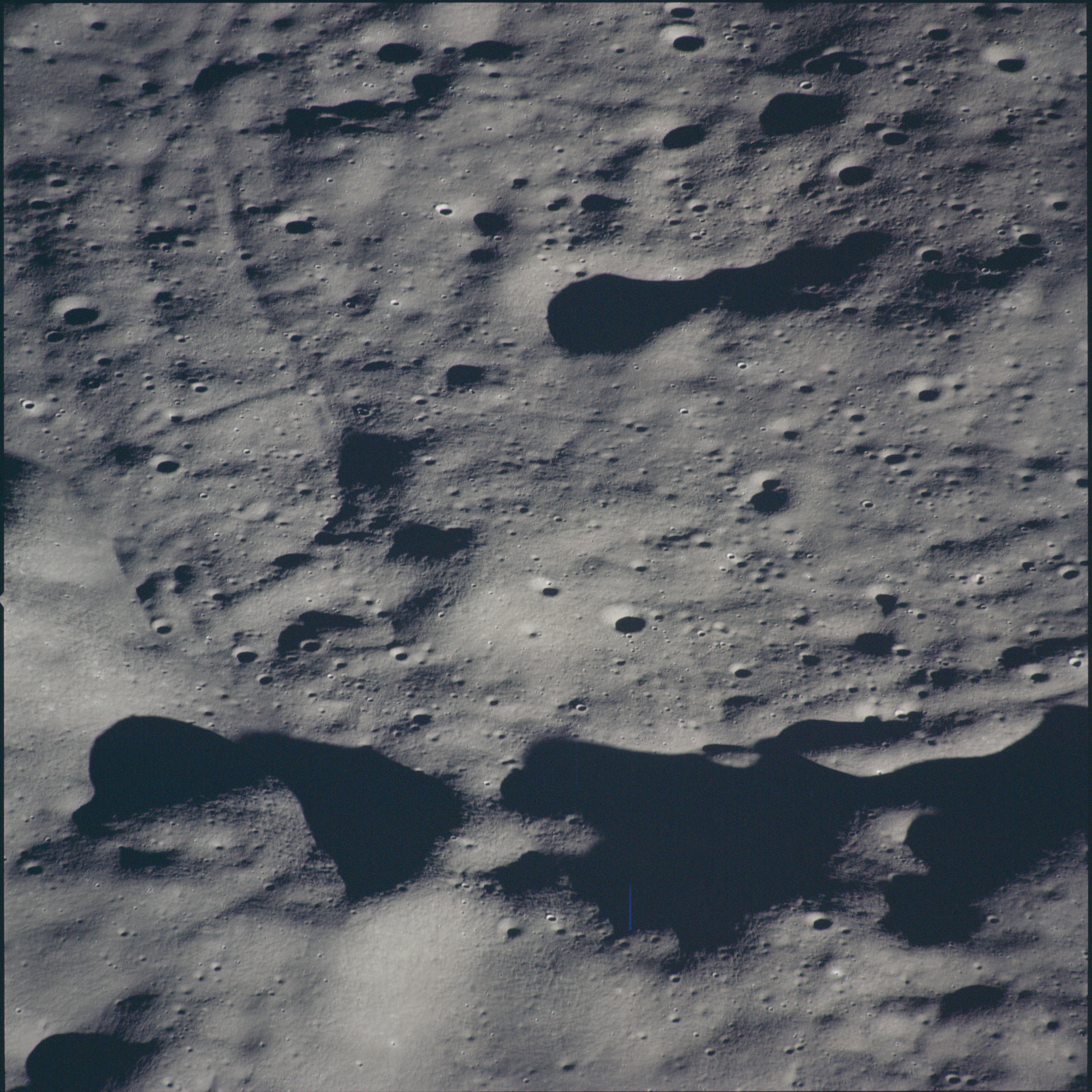
阿波罗14号拍摄的东向斜视图

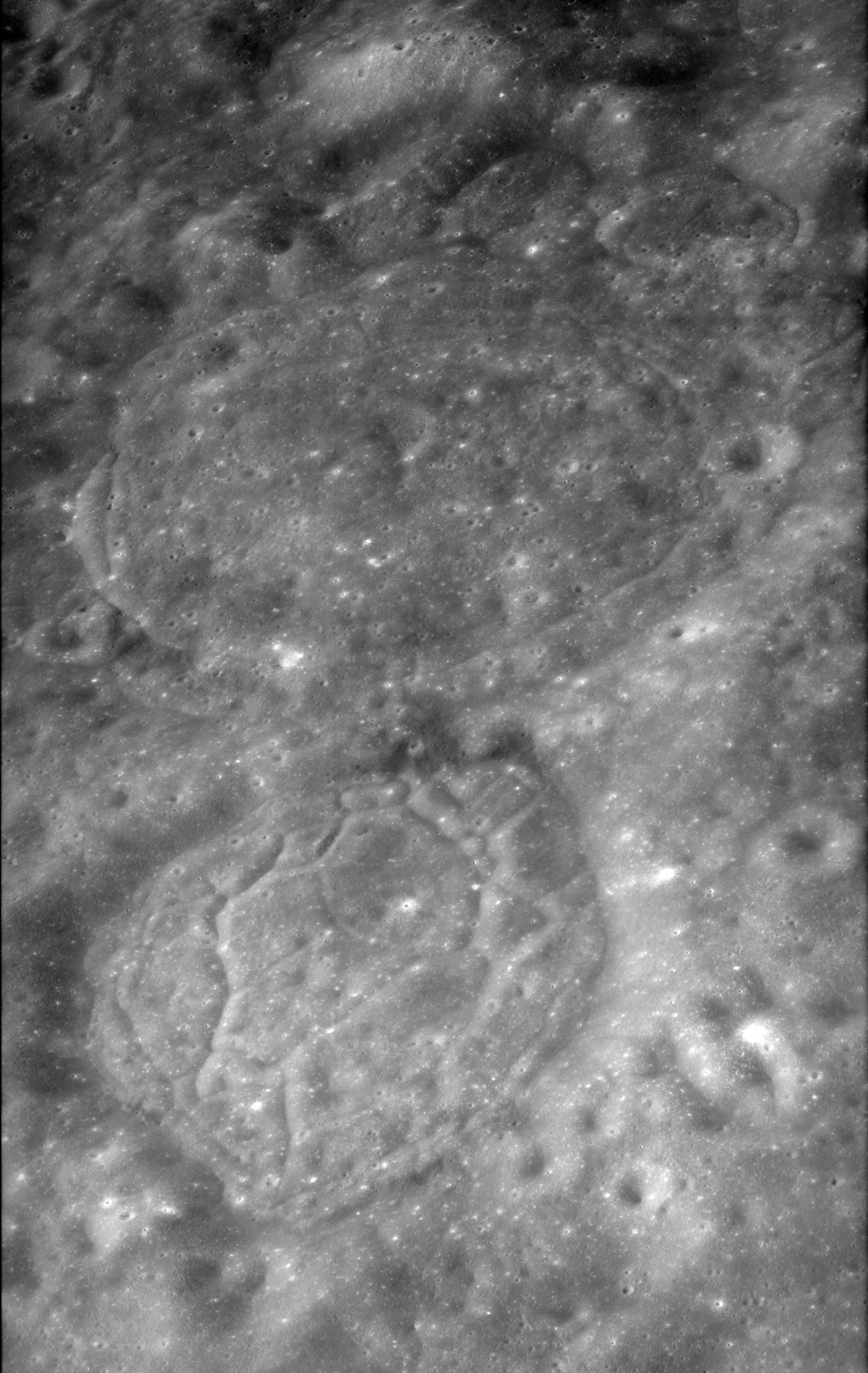
阿波罗17号全景相机拍摄的斜视图，上为塔姆陨石坑、下是范登博斯陨石坑。

该陨坑西南偏西毗邻维尔耶夫陨石坑；西北偏北坐落着门捷列夫环形山；恰普雷金环形山位于它的东南偏南；塔姆陨石坑的西南壁连接了范登博斯陨石坑。陨坑中心月面坐标为4°19′S 146°23′W / 4.32°S 146.38°W，直径40.5公里，深度2.2公里。
该陨坑外观接近圆形，曾经历严重的撞击侵蚀。陨坑外侧壁已被挫平，北侧壁覆盖了大量的撞击坑，几乎已完全损毁；西南偏西偏连接了范登博斯陨石坑，并通过塔姆坑侧壁的一处小峪口将二者的地表连成一体。碗状的坑底相对平坦，表面显示有一些细小的陨坑，沿内侧坡底分布有数道平行的沟壑。
据推测，塔姆陨坑和范登博斯陨石坑内黏性、开裂的地表是由西北225公里处门捷列夫环形山创建时溅射的熔融物所构成。

## 卫星陨石坑

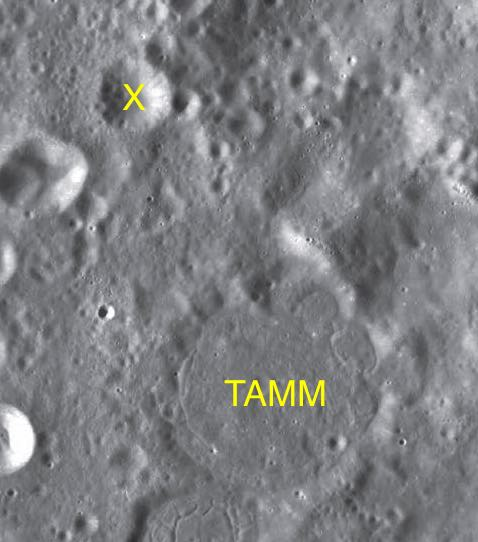
LAC-84 月图

按惯例，最靠近塔姆陨石坑的卫星坑将在月图上以字母标注在该坑的中心点旁。
| 塔姆 | 纬度   | 经度     | 直径    |
| ---- | ------ | -------- | ------- |
| X    | 2.7° S | 145.5° E | 13 公里 |

## 另请参阅
- Andersson, L. E.; Whitaker, E. A. . NASA RP-1097. 1982.
- Blue, Jennifer. . USGS. July 25, 2007  [2007-08-05]. （原始内容存档于2014-09-24）.
- Bussey, B.; Spudis, P. . New York: Cambridge University Press. 2004. ISBN 978-0-521-81528-4.
- Cocks, Elijah E.; Cocks, Josiah C. . Tudor Publishers. 1995. ISBN 978-0-936389-27-1.
- McDowell, Jonathan. . Jonathan's Space Report. July 15, 2007  [2007-10-24]. （原始内容存档于2012-05-26）.
- Menzel, D. H.; Minnaert, M.; Levin, B.; Dollfus, A.; Bell, B. . Space Science Reviews. 1971, 12 (2): 136–186. Bibcode:1971SSRv...12..136M. doi:10.1007/BF00171763.
- Moore, Patrick. . Sterling Publishing Co. 2001. ISBN 978-0-304-35469-6.
- Price, Fred W. . Cambridge University Press. 1988. ISBN 978-0-521-33500-3.
- Rükl, Antonín. . Kalmbach Books. 1990. ISBN 978-0-913135-17-4.
- Webb, Rev. T. W.  6th revised. Dover. 1962. ISBN 978-0-486-20917-3.
- Whitaker, Ewen A. . Cambridge University Press. 1999. ISBN 978-0-521-62248-6.
- Wlasuk, Peter T. . Springer. 2000. ISBN 978-1-85233-193-1.